# Cnidoscolus palmeri
Cnidoscolus palmeri là một loài thực vật có hoa trong họ Đại kích. Loài này được (S.Watson) Rose mô tả khoa học đầu tiên năm 1909.